# Acherdunte
Acherdunte (in greco antico: Ἀχερδοῦς?, Acherdús) era un demo dell'Attica; non si sa con precisione dove si trovasse ma si ipotizza che fosse collocato vicino a Goritsa, Eleusi o Decelea, nella pianura della Triasia.
Il nome del demo deriva da ἄχερδος (ácherdos, "arbusto spinoso, biancospino"). 